# La Ballade du Minotaure
La Ballade du Minotaure ou Minotaure (Minotaurus) est un court roman de Friedrich Dürrenmatt paru en 1985.

## Résumé
C'est une parodie du mythe du Minotaure, où le caractère des deux personnages principaux (le Minotaure et Thésée) a été inversé, faisant de Thésée un assassin et du Minotaure un être sensible et doux.